# Echoes, Silence, Patience & Grace
Echoes, Silence, Patience & Grace è il sesto album in studio del gruppo musicale statunitense Foo Fighters, pubblicato il 25 settembre 2007 dalla Roswell e dalla RCA Records.
Il disco ha valso ai Foo Fighters cinque candidature ai Grammy Awards 2008: Album dell'anno e Miglior album rock per l'album stesso (trionfando nel secondo premio) e Miglior interpretazione hard rock, Registrazione dell'anno e Miglior canzone rock per il primo singolo The Pretender (trionfando nel primo premio).

## Descrizione
Anticipato da The Pretender, reso disponibile il 6 agosto 2007, Echoes, Silence, Patience & Grace è stato prodotto da Gil Norton, che già in precedenza ha lavorato con la band per la creazione del secondo album The Colour and the Shape; a tal proposito il frontman Dave Grohl ha dichiarato: 
L'album è stato primo nella classifica britannica, vendendo 135 685 copie durante la prima settimana in commercio.

## Tracce
Testi e musiche di Foo Fighters.
1. The Pretender – 4:29
2. Let It Die – 4:04
3. Erase/Replace – 4:13
4. Long Road to Ruin – 3:44
5. Come Alive – 5:10
6. Stranger Things Have Happened – 5:21
7. Cheer Up, Boys (Your Make Up Is Running) – 3:41
8. Summer's End – 4:37
9. Ballad of the Beaconsfield Miners – 2:32
10. Statues – 3:47
11. But, Honestly – 4:35
12. Home – 4:52

Traccia bonus nell'edizione di iTunes
1. Once & for All (Demo) – 3:47

## Formazione
Gruppo
- Dave Grohl – voce, chitarra, pianoforte (tracce 8, 10 e 12)
- Chris Shiflett – chitarra
- Nate Mendel – basso
- Taylor Hawkins – batteria, pianoforte (traccia 8), cori (tracce 3 e 7)

Altri musicisti
- Pat Smear – chitarra (traccia 2)
- Rami Jaffee – tastiera (tracce 2-5, 11), fisarmonica (traccia 10)
- Drew Hester – percussioni (tracce 2, 4, 5, 7 e 8)
- Kaki King – chitarra (traccia 9)
- Brantley Kearns Jr. – fiddle (traccia 10)